# Мерцедес-Бенц ГЛК-класа
Мерцедес-Бенц ГЛК-класе је луксузни компактни кросовер који је производила немачка фабрика аутомобила Мерцедес-Бенц. Производио се од 2008. до 2015. године.

## Историјат
Званично је представљен на салону аутомобила у Пекингу у пролеће 2008. године, а у продаји се нашао у јесен исте године. Назив ГЛК је акроним за Geländewagen Luxus Kompaktklasse, добивши име од већег теренца ГЛ-класе, а овај опет од Г-класе. Тако је ГЛ луксузно оријентисана верзија Г-класе, а ГЛК компактна верзија ГЛ-класе. Главни конкуренти су му Ауди Q5, BMW X3 и Волво XC60. Позициониран је изнад мањег теренца ГЛА класе. Године 2015, представљањем друге генерације X253, ГЛК-класа је преименована у ГЛЦ-класу, као еквивалент Ц-класи, према ревидираној Мерцедесовој номенклатури.
Спољашњи дизајн је преузет са оригиналног Мерцедеса Г-класе. Главна карактеристика ГЛК-класе јесте класични кутијасти облик каросерије са релативно усправљеним ветробранским стаклом и готово вертикалним петим вратима. Међутим, без обзира на кутијасту форму, коефицијент отпора је разумно ниских 0,34, чему помаже и заштита доњег простора, која уједно под возила претвара у равну плочу.
Године 2010, на Euro NCAP тестовима судара, ГЛК-класа је добила максималних пет звездица за безбедност.
На салону аутомобила у Њујорку априла 2012. представљена је редизајнирана верзија. ГЛК-класа добија редизајниране бранике са нешто више заобљених линија. Измењене су предње и задње светлосне групе, а ГЛК добија и дневна лед светла. Такође, маска хладњака је преобликована, а у унутрашњости је рестилизована централна конзола и нови округли вентилациони отвори. ГЛК у понуди је имала пет мотора, четири дизела и један бензински мотор, и то дизели 2.1 (143, 170 и 204 КС), 3.0 (265 КС) и бензинац од 3.5 (306 КС).
Пре редизајна од погонских јединица уграђивали су се бензински мотори од 3.0 (231 КС), 3.5 (272 и 306 КС) и дизел мотори од 2.1 (143, 170 и 204 КС) и 3.0 (224 и 231 КС).

## Галерија
- пре редизајна
- пре редизајна
- редизајн
- редизајн